# Greig Fraser
Greig Fraser (Melbourne, 3 oktober 1975) is een Australische cameraman (director of photography).

## Carrière
Greig Fraser begon zijn carrière met het filmen van videoclips en reclamespots. Zo filmde hij onder meer de videoclip voor het nummer "Beyond Here Lies Nothin'" (2009) van Bob Dylan.
In 2000 filmde hij de documentaire P.I.N.S. van regisseur Garth Davis, met wie hij eerder ook al aan een reclamespot voor Schweppes had samengewerkt. Zijn eerste film was het drama Jewboy (2005). De prent leverde hem meteen een Australian Film Institute Award op. Enkele jaren later won hij de prijs opnieuw voor zijn camerawerk in Bright Star (2009).
In de daaropvolgende jaren werkte Fraser als director of photography mee aan bekende films als Let Me In (2010), Snow White and the Huntsman (2012), Killing Them Softly (2012), Zero Dark Thirty (2012) en Foxcatcher (2014). Sinds 2014 is hij ook lid van de American Society of Cinematographers.

## Filmografie

### Film
- Jewboy (2005)
- Stranded (2006)
- Caterpillar Wish (2006)
- Out of the Blue (2006)
- To Each His Own Cinema (2007)
- 8 (2008)
- Bright Star (2009)
- Last Ride (2009)
- The Boys Are Back (2009)
- Let Me In (2010)
- Snow White and the Huntsman (2012)
- Killing Them Softly (2012)
- Zero Dark Thirty (2012)
- Foxcatcher (2014)
- The Gambler (2014)
- Lion (2016)
- Rogue One: A Star Wars Story (2016)
- Mary Magdalene (2018)
- Vice (2018)
- Dune (2021)
- The Batman (2022)
- The Creator (2023)

### Televisie
- The Mandalorian (2019) (3 afleveringen), tevens co-producent van 8 afl. in 2019